# Söder, Östersund
Söder är en stadsdel, belägen i Östersund. Stadsdelen är en av Östersunds äldre stadsdelar med många hus byggda under det så kallade miljonprogrammet. I nordvästra delen av Söder ligger Östersunds centralstation belägen inte långt från Storsjöns strand. Östersunds kommunförvaltning med kundcenter ligger för tillfället i före detta Österängsskolan då Rådhuset och Rådhuskomplexet behöver renoveras på grund av mögelproblem.
Husen utmed stadsdelens paradgata Rådhusgatan ger ett särpräglat och enhetligt storstadsmässigt intryck. Stadsdelen har ingen enhetlig prägel utan är resultatet av en hundraårig stadsutbyggnad. Det finns däremot stora kulturhistoriska värden, dels i sammanhängande miljöer och dels i enskilda byggnader.

## Geografi
Söder avgränsas i norr av stadsdelen Staden i form av Gränsgatan och Strandvägen. I sydost av Odensala. I nordost genom Brunflovägen av Odenslund och Odenskog. I sydväst är begränsningslinjen Storsjön. Stadsdelen är, liksom stora delar av Östersund, relativt kuperad och sluttar kraftigt mot Storsjön.

### Kvarter och bostadsområden
- Björktrasten
- Blindsillen
- Doppingen
- Forellen
- Gersen
- Laken
- Odensvik
- Rödingen
- Storsjö Strand
- Strömmingen
- Söderbo
- Öringen

## Historik
Då järnvägen kom till Östersund 1879 förlades centralstation, verkstäder, lokstallar, magasin med flera byggnader på Söder. SJ:s verkstäder var en stor arbetsplats och många arbetare byggde egnahem i stationsområdets närhet.
Under många decennier har stora delar av Söder, främst i södra delen, till största delen varit industriområde med stora tillverkningsanläggningar, grossistförsäljning till företag och lager med godstransportspår mitt in i stadsdelen, vilket Bangårdsgatan, som skär genom nästan hela stadsdelen, minner om. I och med att stadsdelen med Östersunds tillväxt gått från att vara stadens södra utpost till att bli en mer central stadsdel så har även industriverksamheterna flyttat och med tiden bytts mot bostadsområden och konsumentverksamheter.
Under 1920-talet blev stora delar av Söder villaområde. Flera egnahem byggdes varav de flesta var tvåfamiljshus försedda med stora tomter för trädgårdsodling. De mer påkostade egnahemmen uppfördes i en nationalromantisk stil och byggdes i många fall av stadens egna små byggnadsfirmor. Under denna tid byggdes också några mindre hyreshusområden, främst tjänstebostäder för järnvägen och för telegrafens personal. Under 1930-talet började stadens första moderna hyreshusområden att växa fram här.
På 1940- och 1950-talen skedde en kraftig tillväxt av Östersunds befolkning och stadsdelen Söder utvidgades med en omfattande utbyggnad av bostäder och affärs- och kontorslokaler.
Vid 1940-talets slut kom stora delar av Söder att bebyggas med hyreshus i två eller tre våningar. Under 1950-talet genomfördes allt större byggnadsprojekt och hela kvarter bebyggdes under kort tid. Det var ännu inte tal om några egentliga bostadsområden. En del villor kom också till under 1950- och 1960-talen. Från 1960-talet avtog dock nybyggandet på Söder.
Den täta stadsmiljön sydost om stora kyrkan övergår ju längre bort från staden man rör sig i ett öppnare byggande där villor och små hyreshus från efterkrigstiden blandas med äldre fastigheter. Stora stråk med miljövärden finns bland annat utmed de viktiga infartsvägen Rådhusgatan som även stadsdelens "huvudstråk".

### TILL-bryggerierna
Vid Söders strand låg de anrika TILL-bryggerierna. Dess pampiga byggnader står fortfarande kvar idag och inhyser flera olika verksamheter. I samma område finns även SJ:s anrika LOK-stallar  som brann så förödande den 6 september 1958 att man därefter fick arbeta i två år utan tak.

### NNP (Nedre Norrlands Producentförening)
Mellan Rådhusgatan, Nedre Vattugatan och bangårdsgatan låg NNP:s tillverkningsindustrikomplex. 1970 bildades Nedre Norrlands Producentförening (NNP) av Jämtlands Mejeriförening, Sundsvalls Mjölkcentral och andelsmejerierna i Hudiksvall och Ljusdal. 1988 anslöt även Ångermanlands Mejeriförening.

### Nedre Norrlands Värnpliktskontor
Fram till 2006 låg Nedre Norrlands Värnpliktskontor för mönstring av värnpliktiga till försvaret i regionen på Rådhusgatan 104 på Söder.

### Skolor
Stadsdelen har haft minst tre kända skolkomplex. Det var Östersunds Praktiska Realskola,, Österängsskolan, Fagervallsskolan, Centrala verkstadsskolan (CVÖ), Gymnasieskola IV och Jacob Ängsmansskolan, samtliga i tidstypisk klassisk byggnadsstil i rött tegel. Fagervallsskolan är fortfarande i bruk för skolverksamhet.

#### Österängsskolan
Hösten 1951 påbörjades bygget av skolan. Redan läsåret 1952/53 togs den delvis i bruk för undervisning. Den högtidliga invigningen ägde rum 7 november 1953. I byggnaden fanns 21 vanliga lärosalar och 7 specialsalar, dock ingen gymnastiksal då den byggdes 1956/57.
Skolan ligger i kvarteret Laxen. Den har därför tidigare också kallats Laxenskolan. Skolan har ritats av arkitekt Curt Strehlenert.
Elevantalet var från början stort. Betydligt över 600 elever undervisades i Östersunds Praktiska Realskola, som skolan hette 1953. I kvällskurser av olika slag gick över 200 elever. Utom praktiska realskolan inrymde skolan lokaler även för yrkes- och folkskolan.
10 år senare, när elevantalet var som störst, inrymde skolan 5 skolformer: grundskola, realskola, yrkesskola, handelsgymnasium och merkantil fackskola. 1970 gick det ca 615 elever på Österängsskolan.
Skolans skal har inte ändrats sedan 1953. Den pampiga aulan med plats för 533 personer är sig lik. Skolserveringens lokaler med plats för 256 personer har fortfarande god kapacitet. Under en lunchrast kan ca 800 elever i tre skift utspisas (1970).

#### Centrala verkstadsskolan (CVÖ)
Centrala verkstadsskolan låg på söder i kvarteret Nejonögat, Rådhusgatan 104.
Centrala verkstadsskolan fick namnet Gymnasieskola IV 1971 och sedan namnet Jacob Ängmansskolan 1976, tills den införlivades med Palmcrantzskolan 1977.

#### Fagervallsskolan
Skolan uppfördes år 1949.

### Edenbos Konditori
Ett av Östersunds mest anrika konditorier Edenbos Konditori, på Rådhusgatan 59 på Söder, i Östersund, startade 1944 av familjen Edenbos. Edenbos finns fortfarande kvar på samma plats.

## Gator, torg och parker
Några av de mer välkända gatorna, parkerna och torgen på Söder är Rådhusgatan, Brunflovägen och Bangårdsgatan. På Söder finns ett flertal parker såsom Minnesgärde och Österängsparken.

### Minnesgärde badplats
I sydvästra delen av Söder, vid Storsjön, finns en av Östersunds större och mer populära parker, frilufstområden och badplatser i form av Minnesgärde. I Minnesgärde börjar även den natursköna kärleksstigen som går längsmed Storsjöns strand mot sydväst och Odensala.

### Södertorg
Torg i Söders nordligaste del. Torget innefattas av gatorna Rådhusgatan, Torgbrinken, Brunflovägen och Förlandsgränd. Det som utmärker torget är att så gott som hela torget utgörs av parkmiljö.

## Industrier
På Söder finns Östersunds Mejeri som är Arlas nordligaste anläggning. Mejeriet är en av ortens större arbetsgivare och har funnits på samma plats sedan 1956. Här ystas exempelvis ostarna Jämtgård, Storsjö, Edamer och Gouda. Förutom dessa tillverkas ost som säljs till andra livsmedelsproducenter.

## Religiösa samfund
Det finns ett flertal olika religiösa samfund på Söder. Bland annat Svenska kyrkan, Jehovas vittnen, Metodistkyrkan och Storsjökyrkan.

## Intressanta byggnader
Den stora kyrkan eller Östersunds nya kyrka uppfördes i tegel vid Österängsparken år 1940, under andra världskriget. Kyrkan påminner om Engelbrektskyrkan i Stockholm, vilket beror på att arkitekt Lars Israel Wahlman ritade dem båda.
Östersunds centralstation uppfördes 1879, främst efter ritningar av arkitekt A.W. Edelsvärd som själv var född i Östersund.

## Kända Söderbor
- Rolf Lassgård, skådespelare - bodde och växte upp på Rådhusgatan 110 på Söder och i västra Odensala samt gick på Fagervallsskolan och Österängsskolan[13].

## Kultur
En av Östersunds äldsta teatrar och teatersällskap, Östersunds Teaterverkstad, återfinns i norra delen av Söder. Här tog bland annat Rolf Lassgård några av sina första stapplande steg i skådespelandets värld även om han 1970 började i en amatörgrupp under Rut Bergs ledning på Marielundskolan (låg i korsningen Fagerbacken-Krondikesvägen) i Odenslund.

## Skolor
Nästan alla skolor i stadsdelen har lagts ned. Kvar finns endast den klassiska Fagervallsskolan.